# Abdullah Yolcu
Abdullah Yolcu, mit vollem Namen Abdullah b. Abdulhamid b. Abdulmecid el-İsmail el-Bezzaz el-Türkmani el-Eseri el-Iraki (geboren 1378 h./1958 n. Chr. in Kirkuk, Irak) ist ein islamischer Gelehrter. Er gehört zu den führenden Vertretern der Salafiyya in der Türkei.

## Leben
Er begann in jungen Jahren mit dem Studium des Islam unter verschiedenen Gelehrten. Seine intellektuelle Entwicklung wurde etwa von Abdullah ibn Abdulaziz ibn Baz und Muhammed ibn Salih Al-Uthaymeen geprägt.
Im Jahr 1986 ließ er sich in Istanbul nieder, wo er 1992 den Guraba-Verlag gründete. Sein vorrangiges Ziel war es, die Lehren des wahren Islam, feste Glaubensprinzipien und prophetische Erziehung im Sinne der Prinzipien von Ahlus-Sunnah wal-Jama'a in türkischer Sprache zu verbreiten. Der Guraba Verlag etablierte sich als Kern der salafistischen Aktivitäten in der Türkei.
Abdullah Yolcu ist Gründungsmitglied und Vertreter der Türkei im Bund muslimischer Gelehrter mit Sitz in Kuwait.

## Werke
Unter den Werken, die er in Arabisch verfasste und die später ins Türkische übersetzt wurden, befinden sich Abhandlungen wie „Selef-i Salihîn Akidesi“ (Glaubensgrundsätze der frommen Vorfahren), „Die Bedingungen des Islam“, „Tevessül / Legitime Mittel, um sich Allah zu nähern“ und „Glaube gemäß der Ehli Sünnet ve'l Cemaat“.
Seine Essays sind in der Regel in arabischer Sprache verfasst, wurden teilweise ins Türkische aber nicht ins Deutsche übersetzt.